# Sarah Gilbert
Sarah Catherine Gilbert (Reino Unido, abril de 1962) é uma especialista e professora vacinologia na Universidade de Oxford. Gilbert é especializado no desenvolvimento de vacinas contrá o vírus influenza e patógenos virais emergentes. Em 30 de dezembro de 2020, a vacina desenvolvida pela Universida de Oxford, liderada por Sarah, foi aprovada para uso no Reino Unido.
É uma das 100 Mulheres da lista da BBC de 2020.
Em dezembro de 2022, foi condecorada pelo governo brasileiro com a Ordem de Rio Branco, grau Comendador.